# Tainaniella spinator
Tainaniella spinator är en stekelart som först beskrevs av Walker 1862.  Tainaniella spinator ingår i släktet Tainaniella och familjen bredlårsteklar. Inga underarter finns listade i Catalogue of Life.